# Final da Copa do Brasil de Futebol de 1992
A Final da Copa do Brasil de Futebol de 1992 foi a 4ª final desta competição brasileira de futebol criada e organizada pela Confederação Brasileira de Futebol (CBF). foi decidia em dois jogos por Internacional e Fluminense. O Primeiro jogo foi no Rio de Janeiro e o segundo em Porto Alegre.

## Caminho até a final
| Fluminense | Fluminense | Fluminense         | Fase             | Internacional | Internacional | Internacional      |
| Adversário | Resultado  | Jogos              | Fase             | Adversário    | Resultado     | Jogos              |
| ---------- | ---------- | ------------------ | ---------------- | ------------- | ------------- | ------------------ |
| Picos      | 6x3        | 2x1 Fora, 4x2 Casa | Primeira fase    | Muniz Freire  | 8x1           | 3x1 Fora, 5x0 Casa |
| Sergipe    | 3x2        | 1x0 Casa, 2x1 Fora | Oitavas-de-final | Corinthians   | 4x0           | 4x0 Fora, 1x0 Casa |
| Criciúma   | 5x1        | 3x0 Fora, 2x1 Casa | Quartas-de-final | Grêmio [a]    | 2x2           | 1x1 Fora, 1x1 Casa |
| Sport      | 3x2        | 1x1 Fora, 2x1 Casa | Semifinal        | Palmeiras     | 4x1           | 2x0 Fora, 2x1 Casa |

Notas
- a. ^  O Internacional ganhou nos pênaltis por 3–0

## Partidas

### Jogo de ida
| 10 de Dezembro | Fluminense            | 2 – 1 | Internacional | Estádio Manoel Schwartz (Laranjeiras) Público: 7.491 Árbitro: Márcio Rezende de Freitas (MG) |
|                | Wagner 23' · Ézio 70' |       | Caíco 52'     |                                                                                              |

### Jogo de volta
| 13 de Dezembro | Internacional       | 1 – 0  | Fluminense | José Pinheiro Borda (Beira-Rio)                          |
|                | Célio Silva 88' (P) | Súmula |            | Público: 32 722 Árbitro: José Aparecido de Oliveira (SP) |

## Premiação
| Copa do Brasil de 1992          |
| ------------------------------- |
| Internacional Campeão 1º título |